# جوآن سیمز
جوآن سیمز (انگلیسی: Joan Sims; ۹ مهٔ ۱۹۳۰ – ۲۷ ژوئن ۲۰۰۱) یک بازیگر سینما، هنرپیشه، و خواننده اهل بریتانیا بود. وی بین سال‌های ۱۹۵۱ تا ۲۰۰۰ میلادی فعالیت می‌کرد.
از فیلم‌ها یا برنامه‌های تلویزیونی که وی در آن نقش داشته‌است می‌توان به ادامه بده اشاره کرد.